# 胸棘筋
胸棘筋（きょうきょくきん、英語: spinalis thoracis muscle）は、長背筋のうち、前胸の深層に位置する筋肉である。棘筋のうち、頭棘筋と頸棘筋、胸棘筋の3部に分けられたものの一方である。第10胸椎横突起～第2腰椎横突起を起始とし、前側上方に向かって走り、第2～第9胸椎棘突起に付着する。
頭部および脊柱の後屈、側屈を行う。